# Saint-Sauveur-d’Aunis
Saint-Sauveur-d’Aunis ist eine französische Gemeinde mit 1.885 Einwohnern (Stand: 1. Januar 2022), die im Département Charente-Maritime und in der Region Nouvelle-Aquitaine (vor 2016: Poitou-Charentes) liegt. Sie gehört zum Arrondissement La Rochelle und zum Kanton Marans. Die Einwohner werden Liguriens oder Saint-Sauveuriens genannt.

## Geografie
Saint-Sauveur-d’Aunis liegt etwa 21 Kilometer ostnordöstlich von La Rochelle. Das Gemeindegebiet gehört zum Regionalen Naturpark Marais Poitevin. Umgeben wird Saint-Sauveur-d’Aunis von den Nachbargemeinden Saint-Jean-de-Liversay im Norden, Ferrières im Nordosten und Osten, Benon im Osten, Le Gué-d’Alleré im Südosten und Süden, Anais im Süden und Südwesten sowie Angliers im Westen.
Durch den Süden der Gemeinde führt die Route nationale 11.

## Bevölkerungsentwicklung
| 1962                       | 1968 | 1975 | 1982 | 1990 | 1999 | 2008 | 2019 |
| -------------------------- | ---- | ---- | ---- | ---- | ---- | ---- | ---- |
| 745                        | 731  | 731  | 922  | 899  | 1069 | 1482 | 1732 |
| Quellen: Cassini und INSEE |      |      |      |      |      |      |      |

## Sehenswürdigkeiten
- Kirche Saint-Sauveur (Monument historique)

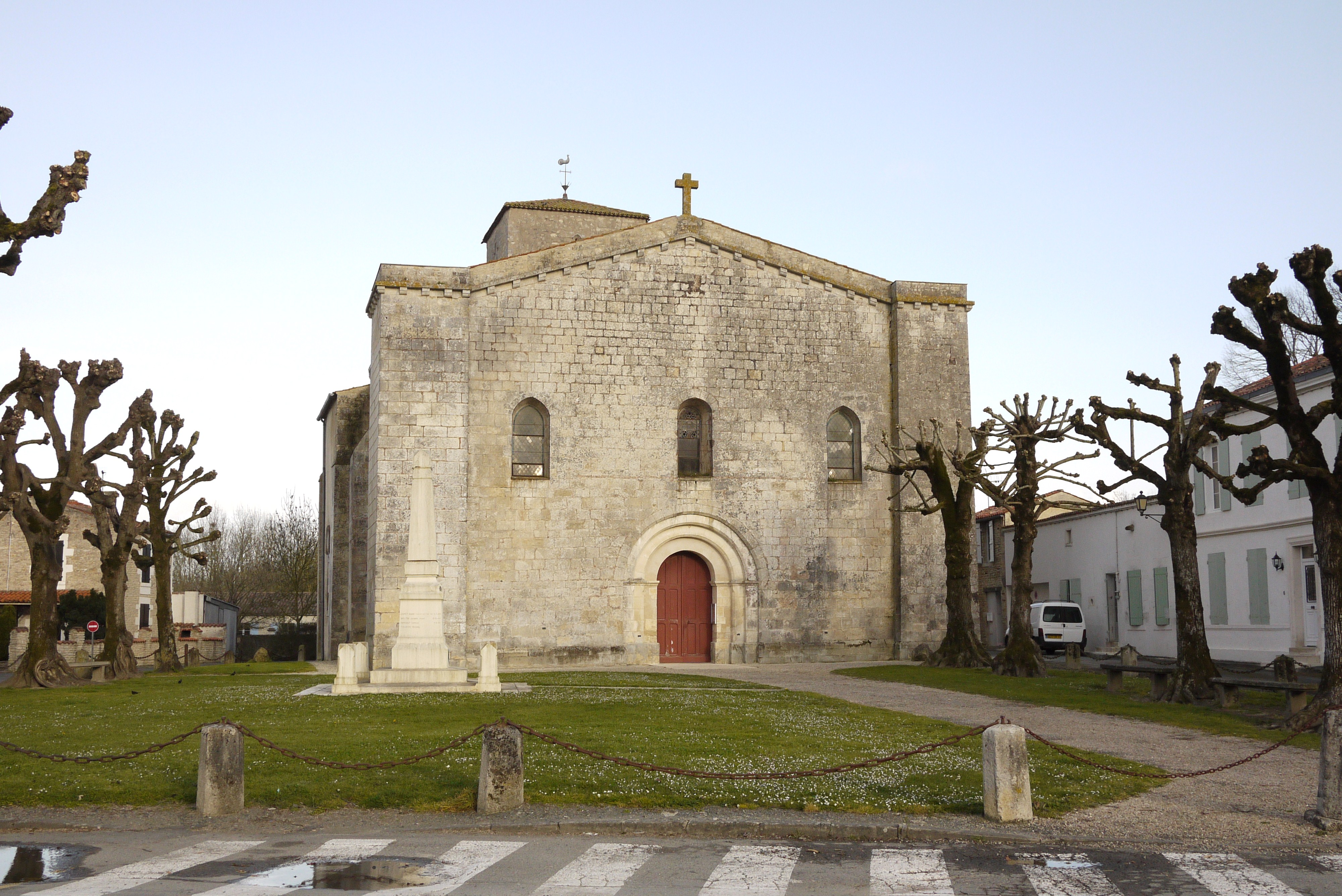
Kirche Saint-Sauveur